# Oude watertoren (Oostburg)
De oude watertoren in de Nederlandse plaats Oostburg, provincie Zeeland, werd gebouwd in 1942 en was ontworpen door architect C. van Eck. De watertoren had een hoogte van 60,00 meter en twee vlakbodemreservoirs van 600 en 250 m³. Het bovenste reservoir bestond uit twee compartimenten. De toren is door oorlogsgeweld in 1944 verwoest.